# Labro ängar naturreservat
Labro ängar naturreservat är ett kommunalt naturreservat beläget cirka fem kilometer öster om Nyköpings centrala delar i Nyköpings kommun.
Reservatet ligger på en udde i Sjösafjärden med en vid utsikt över strandängarna och fjärden. Landskapet är småkuperat med ängs- och betesmarker, före detta åkrar, och mindre höjder med träd och buskar. 
Labro ängar har ett rikt fågelliv med bland annat Tofsvipa, Rödbena och Gulärla. Bland växterna finns exempelvis Fältgentiana, Smörbollar, Majviva, och Kattfot.

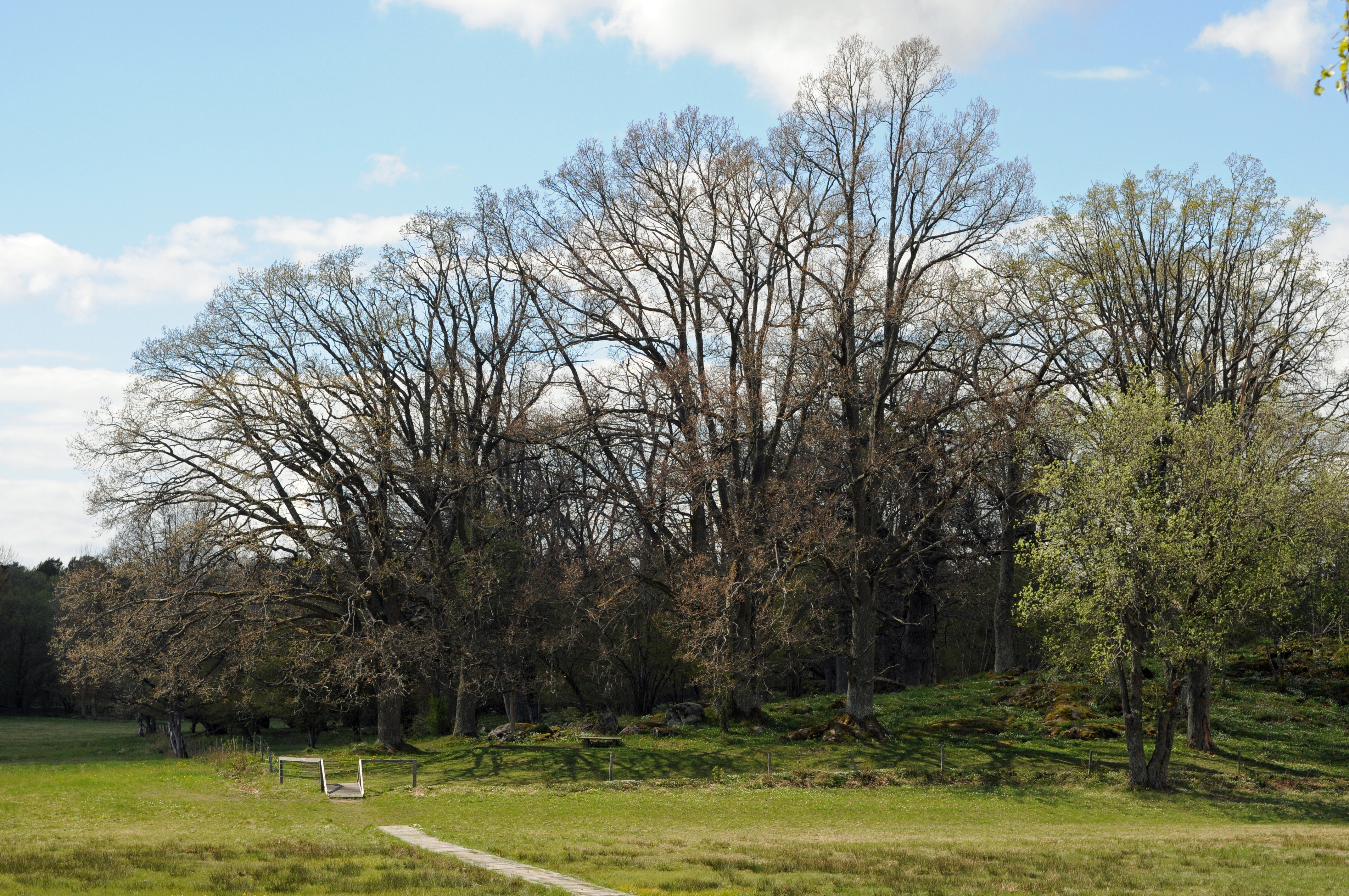
Ekhagar.
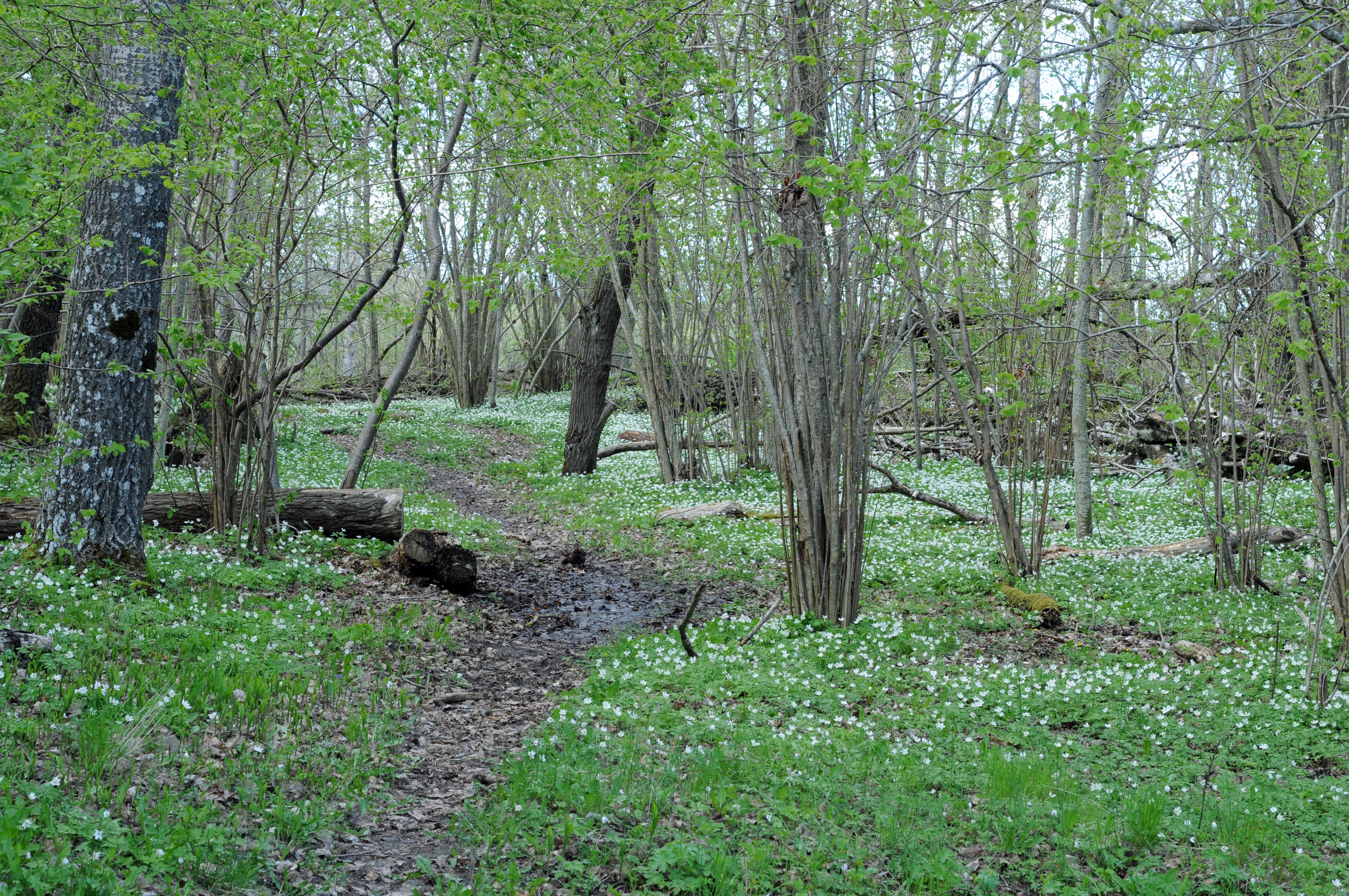
Hasselsnår i maj.
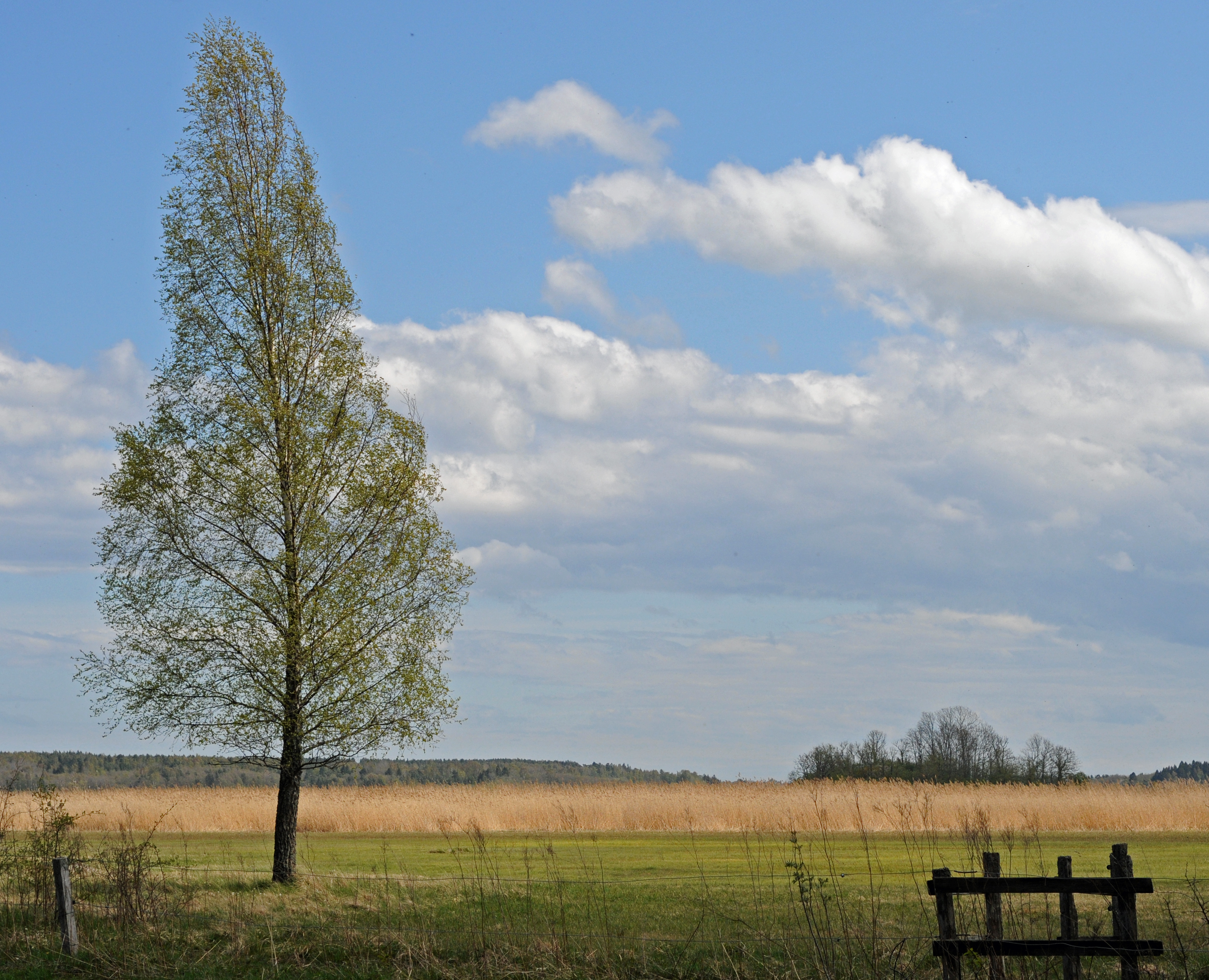
Strandängar.